# San Justo (Hiszpania)
San Justo – gmina w Hiszpanii, w prowincji Zamora, w Kastylii i León, o powierzchni 75,12 km². W 2011 roku gmina liczyła 272 mieszkańców.